# Dipoena sulfurica
Dipoena sulfurica là một loài nhện trong họ Theridiidae.
Loài này thuộc chi Dipoena. Dipoena sulfurica được Herbert Walter Levi miêu tả năm 1953.